# Stara Ljeskovica
Stara Ljeskovica es una localidad de Croacia en el ejido del municipio de Čaglin, condado de Požega-Eslavonia.

## Geografía
Se encuentra a una altitud de  m s. n. m. a 216 km de la capital nacional, Zagreb.

## Demografía
En el censo 2011 el total de población de la localidad fue de 7 habitantes.
| Gráfica de población de Stara Ljeskovica 1857-2011                  |
|                                                                     |
| Según los censos de población de la oficina estadística de Croacia. |